# Самійлівка (Березівський район)
Самі́йлівка — село Чогодарівської сільської громади у Березівському районі Одеської області, Україна. Населення становить 113 осіб.

## Населення
Згідно з переписом УРСР 1989 року чисельність наявного населення села становила 144 особи, з яких 62 чоловіки та 82 жінки.
За переписом населення України 2001 року в селі мешкало 113 осіб.

### Мова
Розподіл населення за рідною мовою за даними перепису 2001 року:
| Мова       | Відсоток |
| ---------- | -------- |
| українська | 87,61 %  |
| молдовська | 11,50 %  |
| російська  | 0,88 %   |